# Webergambiet
Het Webergambiet is in de opening van een schaakpartij een variant in de koningspionopening, die valt onder ECO-code C20. De beginzetten van het gambiet zijn
1. e4 e5
2. d3 d5
3. exd5 c6
4. dxc6 Pxc6